# Spezia Calcio 2010-2011
Questa pagina raccoglie le informazioni riguardanti lo Spezia Calcio nelle competizioni ufficiali della stagione 2010-2011.

## Stagione
Nella stagione 2010-2011 lo Spezia disputa il girone A del campionato di Prima Divisione, raccoglie 47 punti, sul campo 48, ma con la penalità di un punto, ottenendo il quinto posto in classifica. Ma staccata otto punti dalla zona Play-off. Salgono in Serie B il Gubbio diretto, con l'Hellas Verona che vince i Play-off. Gli aquilotti hanno mantenuto un passo costante, raccogliendo 23 punti nel girone di andata e 25 punti nel girone di ritorno. Il campionato è iniziato con il tecnico Fulvio D'Adderio, che alla sesta giornata, dopo la sconfitta (2-0) di Bolzano, viene sostituito da Alessandro Pane, il quale a sua volta resta in sella fino alla 25ª giornata, dopo la sconfitta interna (1-2) con la Cremonese, quando lo Spezia ritorna ad essere allenato da Fulvio D'Adderio. L'umbro Giacomo Casoli con 6 reti è stato il miglior realizzatore spezzino di stagione. Nella Coppa Italia nazionale aquilotti subito fuori sconfitti (3-1) a Terni. Stesso trattamento nella Coppa Italia di Lega Pro dove lo Spezia evita il girone di qualificazione, avendo disputato la Coppa Italia nazionale, ma nel primo turno ad eliminazione diretta, perde al Picco (0-1) con il Savona.

## Organigramma societario
Area Direttiva
- Presidente: Gabriele Volpi
- Vicepresidente: Andrea Corradino
- Direttore Sportivo: Massimo Varini
- Segretario: Marco Palmieri

Area Tecnica
- Allenatore: Salvo Fulvio D'Adderio
- Preparatore atletico: Sandro Farina
- Medico sociale: dott. Maurizio Graziano
- Massaggiatore: Andrea Fregoso

## Rosa
| N. |                    | Ruolo | Calciatore          |
| -- | ------------------ | ----- | ------------------- |
|    | Italia (bandiera)  | P     | Giuseppe Aprea      |
|    | Italia (bandiera)  | C     | Simone Basso        |
|    | Italia (bandiera)  | D     | Alberto Bianchi     |
|    | Italia (bandiera)  | C     | Michele Boldrini    |
|    | Italia (bandiera)  | D     | Fabio Buscaroli     |
|    | Italia (bandiera)  | C     | Daniele Buzzegoli   |
|    | Italia (bandiera)  | D     | Giovanni Capuano    |
|    | Italia (bandiera)  | A     | Giacomo Casoli      |
|    | Italia (bandiera)  | A     | Alessandro Cesarini |
|    | Italia (bandiera)  | C     | Elia Chianese       |
|    | Italia (bandiera)  | D     | Luca Ciaramitaro    |
|    | Italia (bandiera)  | A     | Leonardo Cisterni   |
|    | Italia (bandiera)  | A     | Corrado Colombo     |
|    | Italia (bandiera)  | D     | Alberto Comazzi     |
|    | Italia (bandiera)  | P     | Francesco Conti     |
|    | Camerun (bandiera) | D     | Solomon Enow        |

| N. |                      | Ruolo | Calciatore          |
| -- | -------------------- | ----- | ------------------- |
|    | Italia (bandiera)    | C     | Claudio Ferrarese   |
|    | Italia (bandiera)    | P     | Vincenzo Fiorillo   |
|    | Italia (bandiera)    | D     | Riccardo Fissore    |
|    | Italia (bandiera)    | P     | Mattia Fornari      |
|    | Italia (bandiera)    | C     | Vito Grieco         |
|    | Rep. Ceca (bandiera) | C     | Ondřej Herzán       |
|    | Italia (bandiera)    | A     | Nunzio Lazzaro      |
|    | Italia (bandiera)    | C     | Lorenzo Lollo       |
|    | Italia (bandiera)    | C     | Davide Marchini     |
|    | Italia (bandiera)    | A     | Riccardo Musetti    |
|    | Argentina (bandiera) | C     | Damián Musto        |
|    | Italia (bandiera)    | C     | Nicola Padoin       |
|    | Italia (bandiera)    | D     | Daniele Pedrelli    |
|    | Italia (bandiera)    | A     | Luca Saudati        |
|    | Italia (bandiera)    | D     | Davide Scantamburlo |
|    | Italia (bandiera)    | D     | Ighli Vannucchi     |

## Risultati

### Lega Pro Prima Divisione

#### Girone di andata
| Arbitro: | Carbone (Napoli) |

|             |           |            |
| Lazzaro 67’ | Marcatori | 20’ Artico |

| Arbitro: | Barbiero (Vicenza) |

|                     |           |                  |
| Marchini 18’ (aut.) | Marcatori | 66’ (aut.) Iraci |

| Arbitro: | De Benedictis (Bari) |

|                               |           |                    |
| A. Ferretti 19’ Del Sante 52’ | Marcatori | 90’ (aut.) Daffara |

| Arbitro: | Vallesi (Ascoli Piceno) |

|                          |           |  |
| Marchini 28’ Lazzaro 81’ | Marcatori |  |

| Arbitro: | Ripa (Nocera Inferiore) |

|                               |           |  |
| H. Fischnaller 53’ Martin 58’ | Marcatori |  |

| Arbitro: | Irrati (Pistoia) |

|              |           |          |
| Cesarini 72’ | Marcatori | 69’ Maah |

| Arbitro: | Tidona (Torino) |

|            |           |  |
| Merino 39’ | Marcatori |  |

| Arbitro: | Coccia (San Benedetto del Tronto) |

|             |           |              |
| Lazzaro 15’ | Marcatori | 67’ Mammetti |

| Arbitro: | Gavillucci (Latina) |

|                                |           |                           |
| Alb. Bianchi 41’ Sambugaro 65’ | Marcatori | 34’ Pedrelli 90’ Cesarini |

| Arbitro: | Bietolini (Firenze) |

|                      |           |  |
| Vannucchi 72’ (rig.) | Marcatori |  |

| Arbitro: | Peretti (Verona) |

|              |           |            |
| P. Rossi 85’ | Marcatori | 84’ Casoli |

| Arbitro: | Barbeno (Brescia) |

|                                             |           |                |
| Vannucchi 15’, 63’ Pedrelli 34’ Saudati 74’ | Marcatori | 69’ Maggiolini |

| Arbitro: | Aloisi (Avezzano) |

|                                          |           |  |
| C. Colombo 26’ Vannucchi 80’ Comazzi 86’ | Marcatori |  |

| Bassano del Grappa 21 novembre 2010, ore 14:30 CET 14ª giornata | Bassano Virtus      | 0 – 0 | Spezia | Stadio Rino Mercante\| Arbitro: \| Borriello (Mantova) \| |
| Arbitro:                                                        | Borriello (Mantova) |       |        |                                                           |

| Arbitro: | Giorgetti (Cesena) |

|            |           |  |
| Casoli 52’ | Marcatori |  |

| Arbitro: | Barbiero (Vicenza) |

|                     |           |  |
| Togni 10’ Manco 68’ | Marcatori |  |

| La Spezia 12 dicembre 2010, ore 14:30 CET 17ª giornata | Spezia                  | 0 – 0 | Lumezzane | Stadio Alberto Picco\| Arbitro: \| Ripa (Nocera Inferiore) \| |
| Arbitro:                                               | Ripa (Nocera Inferiore) |       |           |                                                               |

#### Girone di ritorno
| Arbitro: | Viti (Campobasso) |

|                                       |           |            |
| Martini 50’ Scappini 68’ Artico 90+2’ | Marcatori | 76’ Casoli |

| Arbitro: | Pasqua (Tivoli) |

|                           |           |  |
| C. Colombo 57’ Casoli 77’ | Marcatori |  |

| Arbitro: | Manganiello (Pinerolo) |

|                                |           |                            |
| Lazzaro 26’ (rig.), 82’ (rig.) | Marcatori | 7’ Eusepi 50’ P. Tarantino |

| Arbitro: | Di Bello (Brindisi) |

|                              |           |                  |
| Borghese 7’ Gomez 69’ (rig.) | Marcatori | 47’ Alb. Bianchi |

| Arbitro: | Verdenelli (Foligno) |

|             |           |  |
| Saudati 55’ | Marcatori |  |

| Arbitro: | Mangialardi (Pistoia) |

|                                  |           |               |
| Bardelloni 39’ Franco 73’ (rig.) | Marcatori | 64’ Buzzegoli |

| Arbitro: | Tidona (Torino) |

|                       |           |            |
| Basso 36’ Comazzi 56’ | Marcatori | 47’ Ragusa |

| Arbitro: | Bruno (Torino) |

|                         |           |                         |
| N. Galli 49’ Scotto 76’ | Marcatori | 12’ Marchini 70’ Casoli |

| Arbitro: | Saia (Palermo) |

|               |           |                                |
| Buzzegoli 14’ | Marcatori | 59’ (rig.) M. Stefani 89’ Coda |

| Arbitro: | Pasqua (Tivoli) |

|               |           |  |
| Pichlmann 88’ | Marcatori |  |

| Arbitro: | Gallo (Barcellona Pozzo di Gotto) |

|  |           |            |
|  | Marcatori | 35’ Herzan |

| La Spezia 10 aprile 2011, ore 15:00 CEST 29ª giornata | Spezia                      | 0 – 0 | SPAL | Stadio Alberto Picco\| Arbitro: \| Santonocito (Abbiategrasso) \| |
| Arbitro:                                              | Santonocito (Abbiategrasso) |       |      |                                                                   |

| Monza 17 aprile 2011, ore 15:00 CEST 30ª giornata | Monza                        | 0 – 0 | Spezia | Stadio Brianteo\| Arbitro: \| Del Giovane (Albano Laziale) \| |
| Arbitro:                                          | Del Giovane (Albano Laziale) |       |        |                                                               |

| Arbitro: | Sguizzato (Verona) |

|              |           |  |
| Cesarini 15’ | Marcatori |  |

| Arbitro: | Tidona (Torino) |

|  |           |               |
|  | Marcatori | 66’ Buzzegoli |

| Arbitro: | Pairetto (Nichelino) |

|                          |           |               |
| N. Padoin 26’ Casoli 82’ | Marcatori | 50’ Pignalosa |

| Arbitro: | Coccia (San Benedetto del Tronto) |

|                           |           |                |
| Bradaschia 3’ Finazzi 23’ | Marcatori | 30’ C. Colombo |

### Coppa Italia
| Arbitro: | Bietolini (Firenze) |

|                                   |           |            |
| Noviello 15’ Savi 55’ Nitride 64’ | Marcatori | 9’ Lazzaro |

### Coppa Italia Lega Pro
| Arbitro: | Lo Castro (Catania) |

|  |           |                |
|  | Marcatori | 96’ De Angelis |

## Statistiche

### Statistiche di squadra
| Competizione             | Punti | In casa | In casa | In casa | In casa | In casa | In casa | In trasferta | In trasferta | In trasferta | In trasferta | In trasferta | In trasferta | Totale | Totale | Totale | Totale | Totale | Totale | DR |
| Competizione             | Punti | G       | V       | N       | P       | Gf      | Gs      | G            | V            | N            | P            | Gf           | Gs           | G      | V      | N      | P      | Gf     | Gs     | DR |
| ------------------------ | ----- | ------- | ------- | ------- | ------- | ------- | ------- | ------------ | ------------ | ------------ | ------------ | ------------ | ------------ | ------ | ------ | ------ | ------ | ------ | ------ | -- |
| Lega Pro Prima Divisione | 48    | 17      | 10      | 6       | 1       | 25      | 10      | 17           | 2            | 6            | 9            | 13           | 23           | 34     | 12     | 12     | 10     | 38     | 33     | +5 |
| Coppa Italia             | -     | 0       | 0       | 0       | 0       | 0       | 0       | 1            | 0            | 0            | 1            | 1            | 3            | 1      | 0      | 0      | 1      | 1      | 3      | -2 |
| Totale                   | -     | 17      | 10      | 6       | 1       | 25      | 10      | 18           | 2            | 6            | 10           | 14           | 26           | 35     | 12     | 12     | 11     | 39     | 36     | +3 |

### Andamento in campionato
| Giornata  | 1  | 2  | 3  | 4 | 5  | 6  | 7  | 8  | 9  | 10 | 11 | 12 | 13 | 14 | 15 | 16 | 17 | 18 | 19 | 20 | 21 | 22 | 23 | 24 | 25 | 26 | 27 | 28 | 29 | 30 | 31 | 32 | 33 | 34 |
| --------- | -- | -- | -- | - | -- | -- | -- | -- | -- | -- | -- | -- | -- | -- | -- | -- | -- | -- | -- | -- | -- | -- | -- | -- | -- | -- | -- | -- | -- | -- | -- | -- | -- | -- |
| Luogo     | C  | T  | T  | C | T  | C  | T  | C  | T  | C  | T  | C  | C  | T  | C  | T  | C  | T  | C  | C  | T  | C  | T  | C  | T  | C  | T  | T  | C  | T  | C  | T  | C  | T  |
| Risultato | N  | N  | P  | V | P  | N  | P  | N  | N  | V  | N  | V  | V  | N  | V  | P  | N  | P  | V  | N  | P  | V  | P  | V  | N  | P  | P  | V  | N  | N  | V  | V  | V  | P  |
| Posizione | 10 | 12 | 14 | 8 | 14 | 15 | 16 | 16 | 16 | 14 | 10 | 10 | 8  | 7  | 6  | 6  | 7  | 8  | 6  | 6  | 8  | 7  | 11 | 8  | 8  | 10 | 12 | 10 | 10 | 11 | 8  | 7  | 6  | 6  |

Legenda:

Luogo: C = Casa; T = Trasferta. Risultato: V = Vittoria; N = Pareggio; P = Sconfitta.